# 汝寧府

河南省の汝寧府の位置（1820年）

汝寧府（じょねいふ）は、中国にかつて存在した府。元代から民国初年にかけて、現在の河南省駐馬店市一帯に設置された。

## 概要
1293年（至元30年）、元により蔡州が汝寧府に昇格した。汝寧府は河南江北等処行中書省に属し、直属の汝陽・上蔡・西平・確山・遂平の5県と潁州に属する太和・沈丘・潁上の3県と息州に属する新蔡・真陽の2県と光州に属する定城・固始・光山の3県と信陽州に属する信陽・羅山の2県、合わせて5県4州州領10県を管轄した。
明のとき、汝寧府は河南省に属し、直属の汝陽・真陽・上蔡・新蔡・西平・確山・遂平の7県と信陽州に属する羅山県と光州に属する光山・固始・息・商城の4県、合わせて2州12県を管轄した。
清のとき、汝寧府は河南省に属し、汝陽・正陽・上蔡・新蔡・西平・確山・遂平・羅山・信陽州の1州8県を管轄した。
1913年、中華民国により汝寧府は廃止された。